# Hans Stridh
Hans Gustaf Stridh, född 26 september 1893 i Borås, död 24 april 1957, var en svensk målare och tecknare.
Han var son till läderhandlaren Victor Stridh och Ellen Rundblad och från 1922 gift med Elna Maria Häggström samt morbror till Bo Georg von Schedvin. Stridhs huvudintresse redan från småskolan var teckning och han började tidigt drömma om att bli konstnär men det var först i 25-årsåldern som han kunde infria sina drömmar. Han studerade för Birger Simonsson och Tor Bjurström vid Valands målarskola i Göteborg från 1919. Han vistades i München 1922–1923 där han utökade sin grundläggande konstskolning genom studier för tyska lärare, därefter reste han till Rom där han studerade för N Lepinski vid British Academy of Arts in Rome. Vistelsen i Rom kom att betyda mycket för honom både som konstnär och människa och han fick via Lepinski god lärdom i den engelska akvarelltraditionen. Han bodde 1925 en tid i Anticoli Corrado som då var en samlingsplats för de svenska konstnärerna i Italien. 
I mitten av 1920 återvände han till hemstaden Borås där han inredde en ateljé. Som människa hade han en mycket känslig läggning och var mycket självkritiskt vilket hämmade hans kontakter med publiken och även bidrog till hans relativt begränsade berömmelse utanför Borås. Han debuterade med en separatutställning i Borås 1932 och förblev alltid en sällsynt utställare jämfört med sina konstnärskolleger och han genomförde bara två separatutställningar i Stockholm på Galerie Moderne 1939 och 1945. I Borås ställde han ut tillsammans med Manfred Flyckt 1935 och Britta Nehrman 1952 och han medverkade i en grupputställning med bland andra Svän Grandin och Gottfrid Källqvist 1943. Han deltog i några samlingsutställningar i Borås samt Sveriges allmänna konstförenings höstutställning i Stockholm 1940 och i de nordiska konstutställningarna i Göteborg och Köpenhamn 1941. Han var representerad vid utställningen Boråsare på Göteborgs konsthall 1942 och i en akvarellutställning på Konstakademien i Stockholm 1947. En minnesutställning med hans konst visades på Borås konsthall 1957. Bland hans uppmärksammade porträtt märks det av konstnärskollegan Manfred Flyckt som finns på Borås konstmuseum. Hans konst består av stämningsfulla interiörer, mjuka skogsavsnitt, blommande sommarängar, modellstudier, porträtt och stilleben. Stridh är representerad vid Borås konstmuseum, Norrköpings konstmuseum, Moderna museet, Göteborgs museum.